# Замедленное развитие
«Заме́дленное разви́тие» (англ. Arrested Development, другое название — «Задержка в развитии») — американский ситком, выходивший на телеканале Fox с 2003 по 2006 год. В основе сюжета — непростые отношения между членами семьи Блут, находящейся на грани разорения. Рон Ховард является и исполнительным продюсером сериала и закадровым рассказчиком.
Особенность «Замедленного развития» — наличие множества отсылок к другим фильмам, сериалам, историческим событиям, фактам реальной жизни актёров и создателей сериала, а также обилие «мелких шуток» (так называемых «пасхальных яиц»), рассчитанных на внимательность зрителя. Тот факт, что в ситкоме часто используются «узкоспециализированные» шутки, сложные для понимания, позже обыгрывается в одной из серий (девятая серия третьего сезона). Кроме того, закадровый рассказчик иногда использует приём, известный как «сломать четвёртую стену».
Сериал получил шесть премий «Эмми», один «Золотой глобус», имел положительные отзывы критиков, а в 2007 году вошёл в список «100 лучших телешоу» по версии журнала Time — «100 Best TV Shows of All-TIME».
Несмотря на благосклонные отзывы критиков, «Замедленное развитие» изначально не имел высоких рейтингов, одной из причин этого являлось частое перемещение сериала по сетке вещания. Так, последние четыре эпизода вышли в эфир 10 февраля 2006 года, одновременно с тем, когда по каналу NBC транслировалась церемония открытия Зимних Олимпийских Игр. Однако, даже несмотря на закрытие ситкома, «Замедленное развитие» завоевало большое количество поклонников.
В 2009 году было объявлено о выходе полнометражного фильма, где главные роли исполнят те же актёры, что и в сериале. Тем не менее фильм до сих пор не вышел. Четвёртый сезон сериала, состоящий из 15 эпизодов, вышел в мае 2013 года на Netflix.
В 2017 году появилась информация о продолжении сериала — следующий сезон появится на Netflix в мае 2018 года. По словам Джейсона Бейтмана, исполняющего роль Майкла Блута, сюжет будет разворачиваться вокруг расследования смерти одного из персонажей в конце предыдущего сезона — Люсиль Остеро.
На территории Российской Федерации сериал дублируется и транслируется кабельным телеканалом Paramount Comedy. Также показ осуществлял телеканал 2х2 (с собственным закадровым переводом).

## Основные персонажи
- Джордж Блут (Джеффри Тэмбор) — глава семьи Блут. Стремится контролировать всё, что происходит в семье и в семейном бизнесе, даже когда находится в тюрьме.
- Майкл Блут (Джейсон Бейтман) — сын Джорджа Блута, который пытается возродить семейный бизнес, ведя дела честно (в отличие от своего отца). Его жена Трейси умерла годом ранее от рака яичников. Майкл старается быть заботливым отцом, но часто не замечает того, что происходит с его сыном.
- Джордж Майкл Блут (Майкл Сера) — сын Майкла Блута, нерешительный подросток, имеющий проблемы с самовыражением. Часто поддаётся давлению своего отца и участвует в осуществлении его планов.
- Люсилль Блут (Джессика Уолтер) — жена Джорджа Блута старшего, мать семейства. Властная женщина, склонная критиковать всех окружающих. Часто выпивает. Иногда в ней просыпаются нежные материнские чувства.
- Байрон (Бастер) Блут (Тони Хейл) — младший сын Люсилль и Джорджа, брат Майкла. Несмотря на зрелый возраст, всё ещё живёт с матерью, находится под её сильным влиянием, вследствие чего абсолютно социально не адаптирован, эмоционально неустойчив, склонен к панике.
- Джордж Оскар (Джоб) Блут (Уилл Арнетт) — старший сын Блутов. Джоб — профессиональный фокусник, чьи фокусы почти никогда не получаются. Время от времени Джоб пытается стать хорошим сыном и братом, а также взять под контроль семейный бизнес. Но из этого тоже редко что получается. Для передвижения использует сегвей.
- Линдси Блут Фюнке (Порша Де Росси) — сестра-близнец Майкла Блута. Любит быть в центре внимания, ходить по магазинам и не работать. В целях самовыражения она часто устраивает митинги, протесты и пикеты, поводами для которых становятся различные социальные проблемы, занимающие Линдси в данный момент (проблемы эвтаназии, охрана природы и другие).
- Тобиас Фюнке (Дэвид Кросс) — муж Линдси. Начинающий актёр, который в прошлом был психотерапевтом. Многое выдаёт в нём скрытого гомосексуала (включая особенности речи и поведения), и это является предметом насмешек всех остальных членов семьи на протяжении всего сериала.
- Мэйби Фюнке (Алия Шокат) — несовершеннолетняя дочь Тобиаса и Линдси. Является полной противоположностью своего кузена Джорджа Майкла — периодически прогуливает школу, не делает домашних заданий, берёт деньги из кассы киоска по продаже замороженных бананов (где временно работает вместе с Джорджем Майклом). Постоянно бунтует и делает всё назло родителям.

## Второстепенные персонажи
- Оскар Блут — брат-близнец Джорджа Блута старшего (его роль также играет Джеффри Тэмбор). Становится любовником Люсилль Блут. Иногда Джордж обманом сажает Оскара в тюрьму вместо себя.
- Барри Цукеркорн (Генри Уинклер) — некомпетентный адвокат семьи Блут, единственными клиентами которого и являются Блуты. Чаще способен испортить любое судебное дело, нежели выиграть его. Ближе к концу сериала его сменит новый семейный адвокат — Боб Лоблоу (Bob Loblaw), которого играет Скотт Байо.
- Люсиль Остеро («Люсиль номер два») (Лайза Миннелли) — лучшая подруга и вечная соперница Люсилль Блут. Вступает в любовные отношения с любимцем Люсилль-номер-один — Бастером, а затем и с Джобом.
- Стив Холт (Джастин Грант Вэйд) — ученик выпускного класса школы (третий год подряд). Учится в одной школе с Мэйби и Джорджем Майклом. Имеет привычку громко выкрикивать своё имя. Позже становится известно, что он является биологическим сыном Джоба.
- Карл Уэзерс — играет пародию на самого себя. Безработный актёр, перебивающийся случайными заработками.
- Энн Вил (Мэй Уитман) — девушка Джорджа Майкла, из строгой христианской семьи. Майкл Блут никак не может запомнить её имя и её саму.
- Джей Уолтер Уэзерман (Стив Райан) — однорукий друг Джорджа Блута старшего. С его помощью Джордж часто пугал и поучал своих детей, когда те были маленькими.
- Рита Лидс (Шарлиз Терон) — умственно отсталая женщина британского происхождения, появляющаяся в пяти эпизодах третьего сезона, как возлюбленная Майкла Блута, который совершенно не подозревал о её состоянии вплоть до дня их предполагаемой свадьбы.
- Китти Санчес (Джуди Грир) — помощница, любовница и подельница Джорджа Блута-старшего.

### Некоторые приглашённые звёзды
| - Скотт Байо — Bob Loblaw - Зак Брафф — Phillip Litt - Джим Крамер — в роли себя - Джулия Луи-Дрейфус — Maggie Lizer - Джефф Гарлин — Mort Meyers - Джуди Грир — Kitty Sanchez - Джон Майкл Хиггинс — Wayne Jarvis - Джеймс Липтон — Warden Stefan Gentles - Джейн Линч — Cindi Lightballoon - Джек МакБрайер — Country Club Waiter - Лайза Миннелли — Lucille Austero - Джерри Майнор as Officer Carter - Эми Полер — жена Джоба - Дэвид Рейнольдс — White Power Bill - Бен Стиллер — Tony Wonder - Кристин Тейлор — Sally Sitwell - Шарлиз Терон — Rita Leeds - Дэйв Томас — дядюшка Тревор - Леонор Варела, Патрисия Веласкес — Marta Estrella - Алессандра Торресани, Мэй Уитман — Ann Veal - Генри Уинклер — Barry Zuckerkorn - Абрахам Хиггинботэм — Gary - Дэйв Аттель — камео - Жюстин Бейтман — Нелли. - Ричард Белзер — роль-камео, а также детектив одном из эпизодов | - Дэн Кастелланета — доктор Фрэнк Штейн - Марк Черри — роль-камео - Бад Корт — роль-камео - Энди Дик — роль-камео - Хизер Грэм — Beth Baerly - Эд Хелмс — James - Клинт Ховард — Johnny Bark - Рон Ховард — роль-камео - Роб Хьюбел — Dave Williams - Томас Джейн — роль-камео - Джейми Кеннеди — роль-камео - Мартин Мулл — Gene Parmesan - Фрэнки Муниз — роль-камео - Боб Оденкирк — Dr. Gunty - Эдуардо Паломо — роль-камео - Джадж Рейнхолд — роль-камео - Энди Рихтер — в роли себя и своих четырёх братьев-близнецов - Роб Риггл — John Van Huesen - Крэйг Робинсон — охранник - Энди Сэмберг — ассистент режиссёра - Мартин Шорт — дядя Джек - Джонатан Кимбл Симмонс — генерал Андерсен - Айони Скай — миссис Вил - Филлис Смит — Карла - Алан Тьюдик — пастор Вил - Саймон Хелберг — роль-камео |

## Эпизоды
| Сезон | Серии | Серии | Даты показа      | Даты показа     | Даты показа |
| Сезон | Серии | Серии | Первая серия     | Последняя серия | Канал       |
| ----- | ----- | ----- | ---------------- | --------------- | ----------- |
| 1     | 22    | 22    | 2 ноября 2003    | 6 июня 2004     | Fox         |
| 2     | 18    | 18    | 7 ноября 2004    | 17 апреля 2005  | Fox         |
| 3     | 13    | 13    | 19 сентября 2005 | 10 февраля 2006 | Fox         |
| 4     | 37    | 15    | 26 мая 2013      | 26 мая 2013     | Netflix     |
| 4     | 37    | 22    | 4 мая 2018       | 4 мая 2018      | Netflix     |
| 5     | 16    | 8     | 29 мая 2018      | 29 мая 2018     | Netflix     |
| 5     | 16    | 8     | 15 марта 2019    | 15 марта 2019   | Netflix     |